# NGC 4008
NGC 4008 est une galaxie elliptique située dans la constellation du Lion. NGC 4008 a été découverte par l'astronome germano-britannique William Herschel en 1785.

## Caractéristiques
Sa vitesse par rapport au fond diffus cosmologique est de 3 917 ± 30 km/s, ce qui correspond à une distance de Hubble de 57,8 ± 4,1 Mpc (∼189 millions d'al).
À ce jour, cinq mesures non basées sur le décalage vers le rouge (redshift) donnent une distance de 53,980 ± 14,117 Mpc (∼176 millions d'al), ce qui est à l'intérieur des valeurs de la distance de Hubble. Notons cependant que c'est avec la valeur moyenne des mesures indépendantes, lorsqu'elles existent, que la base de données NASA/IPAC calcule le diamètre d'une galaxie et qu'en conséquence le diamètre de NGC 4008 pourrait être d'environ 41,3 kpc (∼135 000 al) si on utilisait la distance de Hubble pour le calculer.

## Groupe de NGC 4017
Selon A.M. Garcia, la galaxie NGC 4008 fait partie d'un groupe de galaxies qui compte au moins quatre membres, le groupe de NGC 4017. Les autres membres du groupe sont NGC 4004, NGC 4016 et NGC 4017.
Abraham Mahtessian mentionne aussi un groupe dont fait partie NGC 4008, mais il n'y a que trois galaxies dans sa liste, NGC 4016 n'y figurant pas.
D'autre part, il est étonnant que la galaxie IC 2982 à l'ouest de NGC 4004 ne figure dans aucune des deux listes. La distance qui la sépare de la Voie lactée est de 53,86 ± 3,78 Mpc (∼176 millions d'al), pratiquement la même que celle de NGC 4004. Cette galaxie est même désignée comme NGC 4004B par la base de données NASA/IPAC On pourrait même affirmer que les deux galaxies forment une paire en interaction au vu de la déformation de NGC 4004. C'est sans doute pour cette raison que les deux galaxies sont inscrites au catalogue des galaxies en interaction Vorontsov-Velyaminov.